# Echinotheristus teutonicus
Echinotheristus teutonicus är en rundmaskart som beskrevs av Thun och Bo Riemann 1967. Echinotheristus teutonicus ingår i släktet Echinotheristus och familjen Monhysteridae. Inga underarter finns listade i Catalogue of Life.